# Blokáda Německa
Blokáda Německa představovala námořní operaci, která se odehrála během celého průběhu první světové války a trvala až do roku 1919. Státy Dohody se prostřednictvím blokády, kdy došlo k uzavření Severního a Středozemního moře, snažily hospodářsky podlomit Ústřední mocnosti. Německé císařství se námořní blokádu neúspěšně snažilo oslabit i s pomocí nasazení ponorek. Neomezená ponorková válka a potápění neutrálních lodí mířících do Velké Británie však proti císařství popudilo Spojené státy americké, které v roce 1917 vstoupily do války proti Německu.
Námořní blokáda Německa, Rakouska-Uherska, Osmanské říše a Bulharska bývá označována za jeden z klíčových faktorů totální války, který přispěl ke konečnému vítězství Dohody. Hospodářské vyčerpání izolovaných Ústředních mocností a nedostatek materiálních zdrojů přispěly ke zhroucení a kapitulaci těchto států na konci roku 1918.

## Blokáda
Aby zabezpečili své transporty a přepravu vojáků mezi Británií a Francií přehradili Britové hned na počátku války Lamanšský průliv v místě Calaiské úžiny. Vedle námořních min obsahoval zátaras mezi Doverem a Ostende i indikační sítě navázané na hladinové bóje, které odhalovaly německé ponorky při pokusech o proplutí. Převaha Grand Fleet umožňovala Spojenému království provádět v průběhu války dálkovou blokádu, kdy britské loďstvo operovalo v dostatečné vzdálenosti od německých námořních základen a vyhýbalo se tak možným útokům lehkých německých lodí a ponorek. Kontrolu Severního moře uskutečňovala Dohoda prostřednictvím několika linií mezi Islandem a Irskem, Islandem a Orknejemi, v Dánském průlivu mezi Islandem a Grónskem, v průlivu Pentland Firth a u norského pobřeží. Britské lodě navíc hlídkovaly mezi Norskem a Skotskem a zaminovaly německé vody v Severním moři. Širokomořské loďstvo uvězněné v Severním moři kontrolovalo v průběhu války pouze Balt, kam Němci přesouvali své lodě prostřednictvím Průplavu císaře Viléma. Rakousko-uherské loďstvo pak bylo během světového konfliktu uvězněno v Jaderském moři, neboť hlavní síly francouzského loďstva, britské středomořské loďstvo a Regia Marina kontrolovaly Středozemní moře. Rakousko-uherská hladinová plavidla nemohla proplout skrz blokádu v Otrantské úžině, která však nedokázala zcela eliminovat proplouvání ponorek Ústředních mocností.
Během blokády Britové kontrolovali náklad proplouvajících neutrálních lodí, které byly posléze eskortovány do britských přístavů. Britové zabavovali veškeré zboží vojenského charakteru a kvůli snaze o větší efektivitu blokády byly jako kontraband postupně označeny téměř veškeré strategické suroviny. Tento postup vzbudil odpor i některých poškozených neutrálních států a zůstává otázkou, zda takto prováděná blokáda neporušovala tehdejší mezinárodní válečné právo. Německou odpovědí na námořní blokádu bylo nasazení ponorek, s jejichž pomocí se Německé císařství neúspěšně pokoušelo hospodářsky ochromit Spojené království. Neomezená ponorková válka však proti Německu popudila veřejné mínění v neutrálních zemích a do války proti Ústředním mocnostem pak v roce 1917 vstoupily i Spojené státy americké, jejichž loďstvo ještě zvýšilo převahu Dohody. Po zhroucení západní fronty a podpisu příměří Dohoda nadále blokovala přístavy poraženého Německa, čímž vyvíjela nátlak na německé představitele před podpisem mírové smlouvy v roce 1919.

## Důsledky blokády
Blokáda výrazně přispěla ke zhoršení životních podmínek civilního obyvatelstva v zemích Ústředních mocností. Nedostatek potravin je vedl k zavedení přídělového systému, kdy byly potraviny, a další nedostatkové zboží přidělovány na základě přídělových lístků. Obyvatelstvo v Německu, Rakousko-Uhersku i Osmanské říši trpělo hladem a docházelo stále častěji ke stávkám, demonstracím a hladovým bouřím. Stovky tisíc podvyživených civilistů podlehly hladu, zimě a rychle se šířícím nemocem. Odhaduje se, že za války zemřelo kvůli podvyživení přibližně 700 000 Němců. Docházelo i ke vzpourám nespokojených německých a rakousko-uherských vojáků a námořníků. Vzpouru v boce Kotorské z února roku 1918 se ještě Rakousko-Uhersku podařilo potlačit, avšak listopadová vzpoura německých námořníků přerostla v revoluci, která stála za pádem Německého císařství.

## Galerie

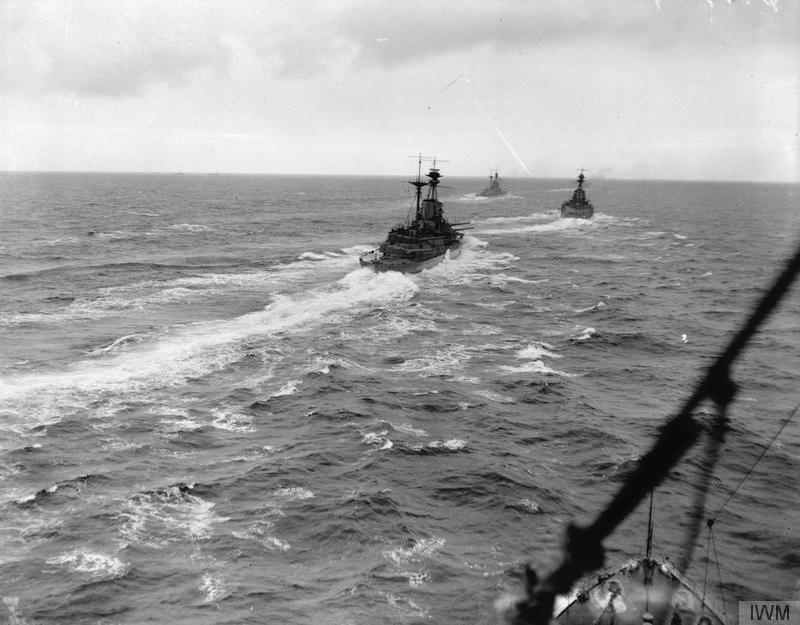
Hlídkující britské lodě v roce 1916
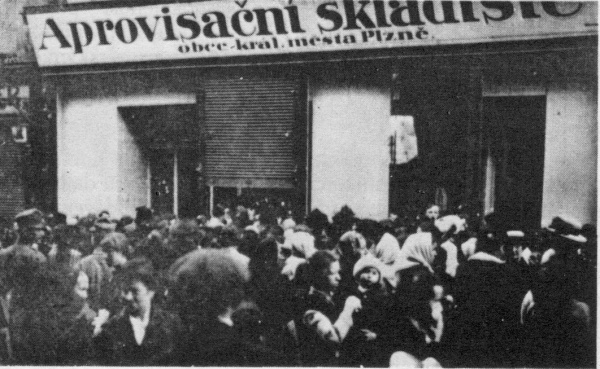
Demonstrující dav před aprovizačním skladem v Plzni v roce 1918
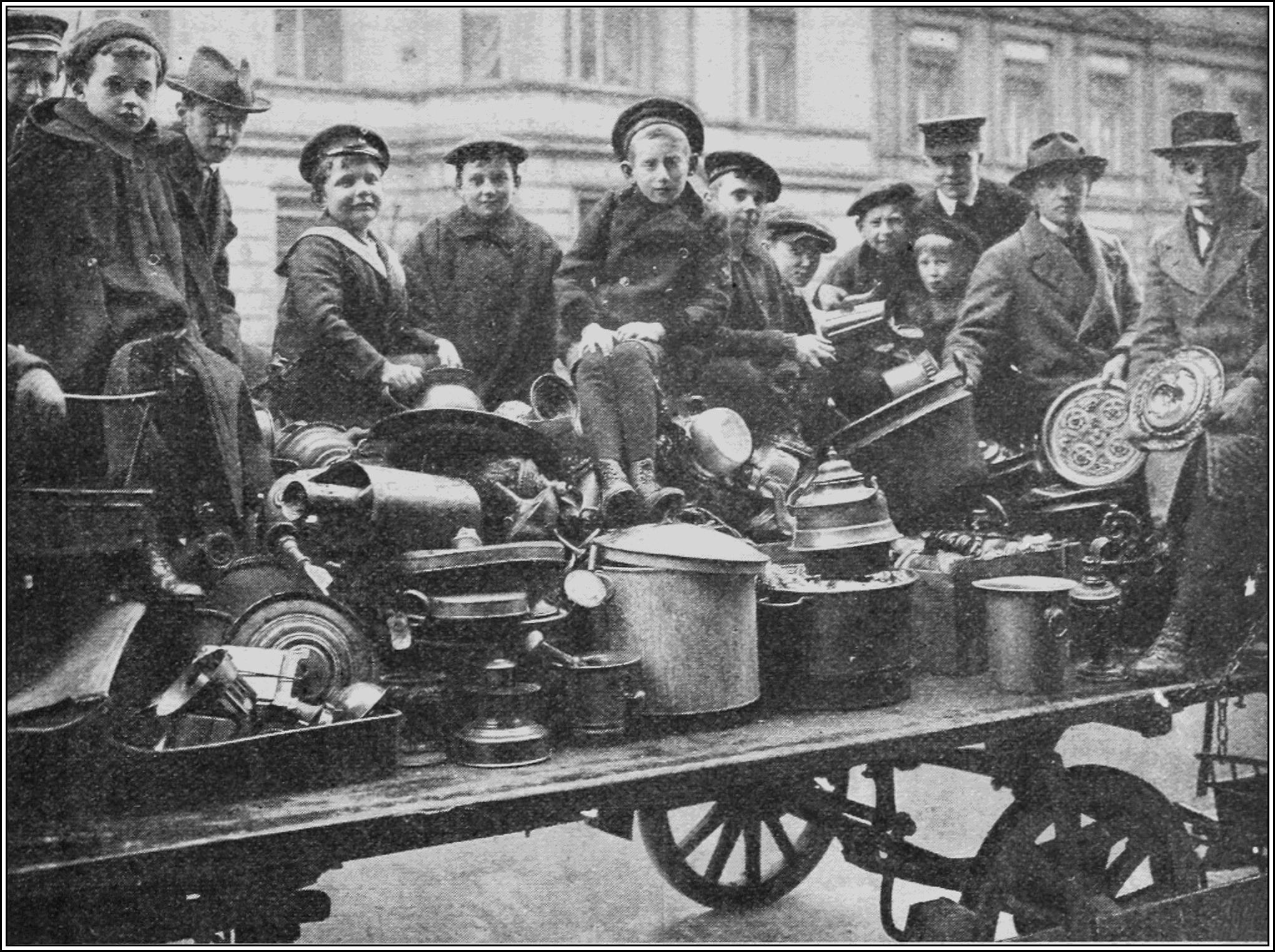
Sběr kovů na podporu německého válečného úsilí v roce 1916
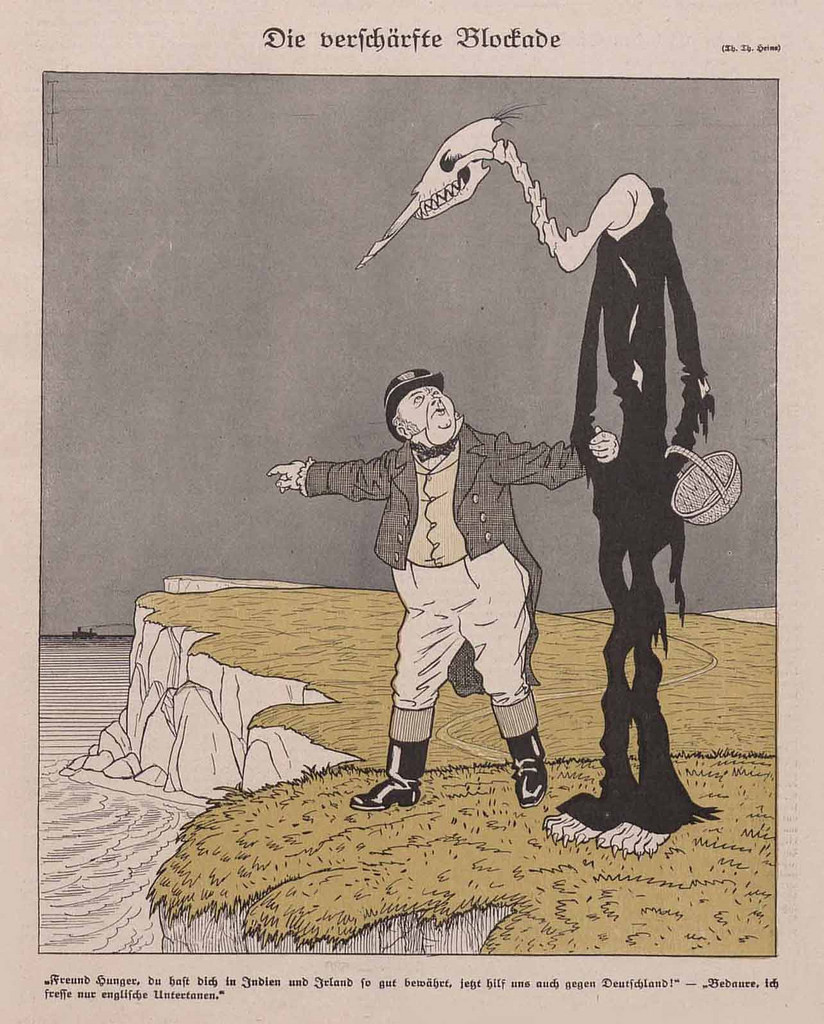
Thomas Theodor Heine Zostřená blokáda, německá propaganda z roku 1916
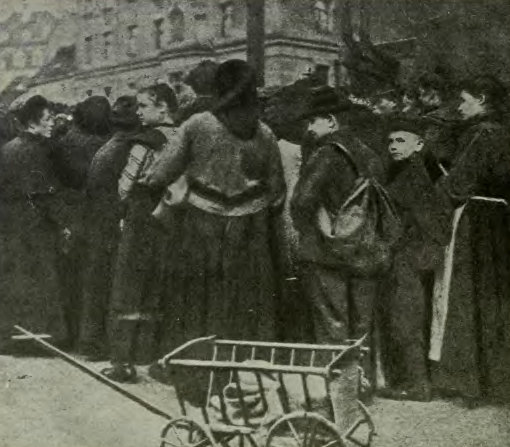
Fronta na chleba v Berlíně v roce 1918
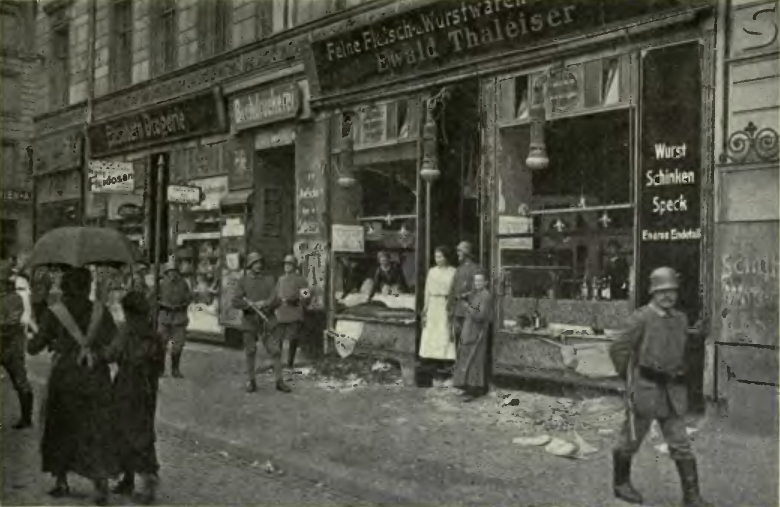
Vyrabované berlínské obchody během hladových bouří